# 小行星1115
小行星1115（1115 Sabauda）是一颗围绕太阳公转的小行星。1928年12月13日，路易吉·沃爾塔（Luigi Volta）在皮诺托里内塞发现了此天体。
該小行星以薩伏依王朝命名。
这颗小行星的绝对星等为9.99等。